# M4 (metro van Kopenhagen)
De M4 is een lijn van de metro van Kopenhagen die op de kaarten is weergeven met de kleur blauw.

## Route
De lijn verbindt de noordhaven met de zuidhaven, tussen Østerport en København H worden zes stations van de cityringen gezamenlijk met lijn M3 bediend. In Kongens Nytorv kan op de lijnen M1 en M2 worden overgestapt. Ten noorden van Østerport zijn er nog twee stations, de Nordhavnlinje die op 28 maart 2020 zijn geopend. Vanaf København H naar het zuiden liggen nog vijf stations, de Sydhavnlinje die op 22 juni 2024 is geopend. De werkplaats en het depot van de lijnen M3 en M4 ligt ten westen van Havneholmen naast de werkplaats van de DSB. De sporen naar de werkplaats sluiten tussen Havneholmen en København H aan op die van de Sydhavnlinje.

## Geschiedenis

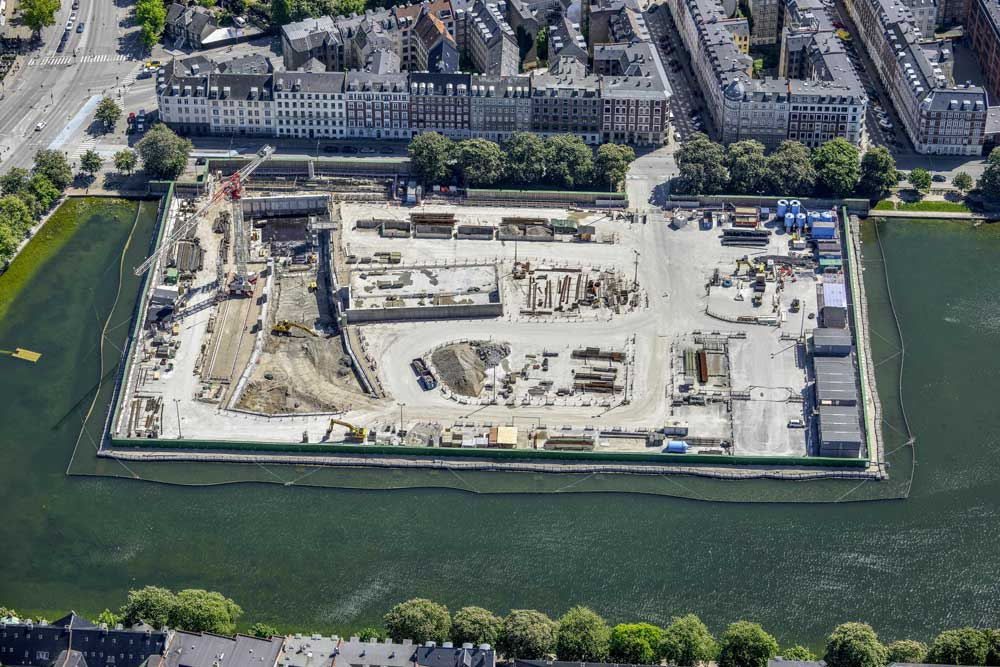
De aansluiting van de Nordhavnlinje op de ringlijn onder de Sortedams Sø tijdens de bouw, gezien uit het noordwesten

De eerste voorstellen voor een ringlijn onder de binnenstad kwamen in 1999 op tafel. Het plan voorzag naast ringlijn M3 zelf in een lijn, de M4, van noordwest naar zuid die in het centrum een deel van de ringlijn zou berijden. Destijds werd het noordelijke deel tussen Nørrebro en de noordwestelijke voorsteden Brønshøj en Gladsaxe voorgesteld, het zuidelijke deel zou komen tussen Københavns Hovedbanegård en Valby.
De plannen voor de M4 werden aangepast met als resultaat een noord-zuidlijn tussen de herontwikkelingsgebieden Nordhavn en Sydhavn aan de noord respectievelijk zuidzijde van de binnenstad. De nordhavnlinje werd op 20 juni 2012 door het parlement goegekeurd. Deze bestaat uit twee stations en sluit tussen Østerport en Trianglen aan op de ringlijn. De Sydhavnlinje loopt ten zuiden van Københavns Hovedbanegård naar København Syd en werd in 2015 goedgekeurd.

## Stations
Dit is een overzicht van de stations van lijn M4, tussen haakjes staan, indien afwijkend, de namen waaronder de stations in het plan waren opgenomen.
| Station                        | Gemeente   | Overstappunt | Foto | Type           | Geopend       | Tariefzone |
| ------------------------------ | ---------- | ------------ | ---- | -------------- | ------------- | ---------- |
| Orientkaj                      | Kopenhagen |              |      | Viaductstation | 28 maart 2020 | 1          |
| Nordhavn                       | Kopenhagen |              |      | Kuip           | 28 maart 2020 | 1          |
| Østerport                      | Kopenhagen |              |      | Kuip           | 28 maart 2020 | 1          |
| Marmorkirken (Amalienborg)     | Kopenhagen |              |      | Kuip           | 28 maart 2020 | 1          |
| Kongens Nytorv                 | Kopenhagen |              |      | Kuip           | 28 maart 2020 | 1          |
| Gammel Strand (Christiansborg) | Kopenhagen |              |      | Kuip           | 28 maart 2020 | 1          |
| Rådhuspladsen                  | Kopenhagen |              |      | Kuip           | 28 maart 2020 | 1          |
| København H                    | Kopenhagen |              |      | Kuip           | 28 maart 2020 | 1          |
| Havneholmen                    | Kopenhagen |              |      | Kuip           | 22 juni 2024  | 1          |
| Enghave Brygge                 | Kopenhagen |              |      | Kuip           | 22 juni 2024  | 1          |
| Sluseholmen                    | Kopenhagen |              |      | Kuip           | 22 juni 2024  | 1          |
| Mozarts Plads                  | Kopenhagen |              |      | Kuip           | 22 juni 2024  | 1          |
| København Syd (Ny Ellebjerg)   | Kopenhagen |              |      | Kuip           | 22 juni 2024  | 1          |

Voor de langere termijn bestaan voor beide uiteinden plannen voor verlenging van de lijn, Ny Ellebjerg is in verband daarmee als ondergronds station gebouwd in plaats van het aanvankelijk ontworpen viaduct station.
Als noordelijke verlenging is een route tot Hellerup voorgesteld:
- Levantkaj
- Krydstogtkaj
- Oceankaj
- Fiskerikaj
- Experimentarium
- Strandvejen
- Hellerup

De verlenging aan de zuidkant zou naar het westen moeten lopen:
- Grønttorvet
- Vigerslev Centret
- Hvidovrevej
- Hvidovre Hospital
- Rødovre
- Rødovre Centrum